# Dietrich Koch

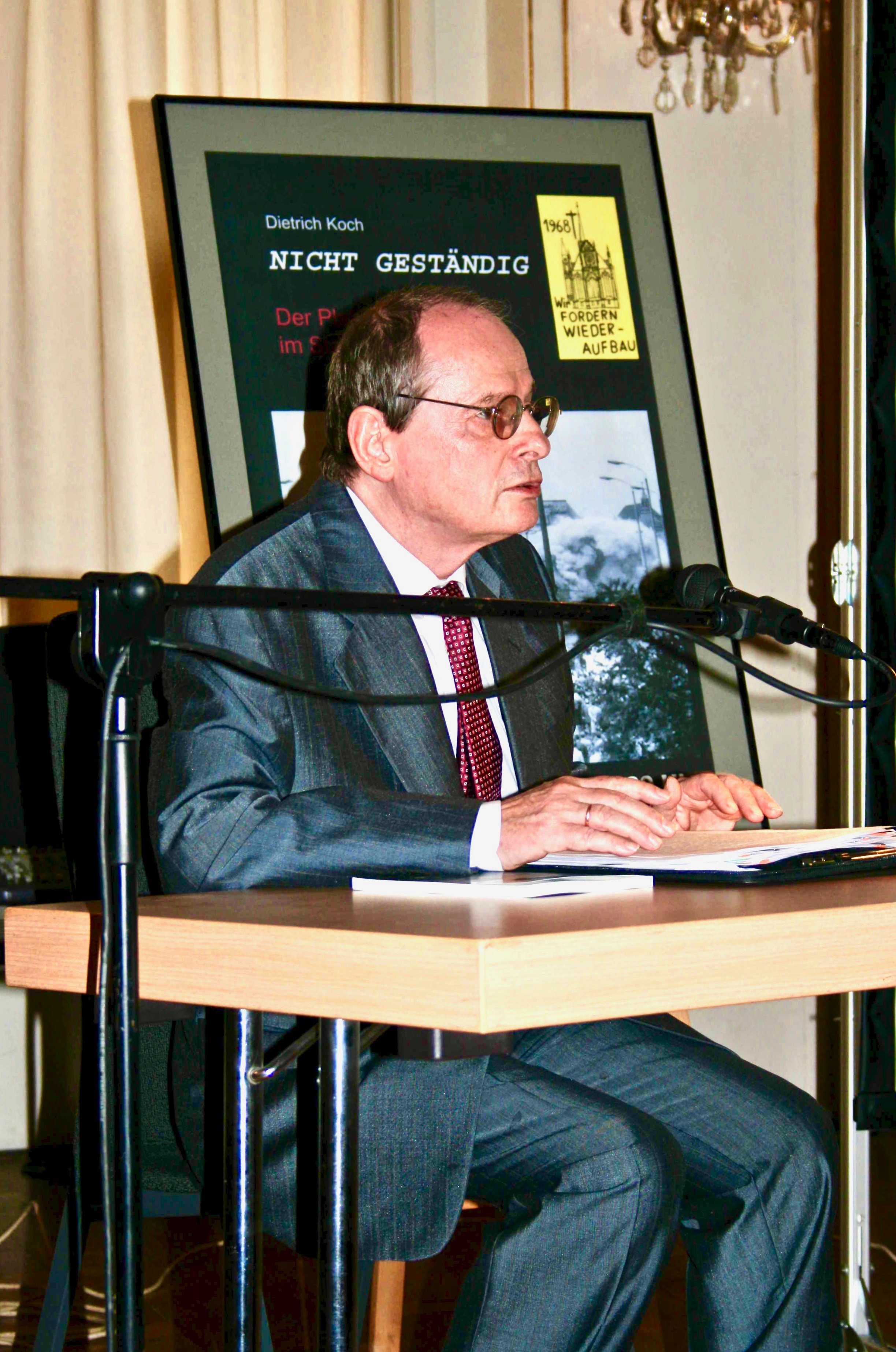
Dietrich Koch in der Alten Handelsbörse in Leipzig, Mai 2008

Dietrich Koch (* 27. August 1937 in Leipzig, Sachsen; † 25. März 2020 in Mülheim an der Ruhr, Nordrhein-Westfalen) war ein deutscher Physiker, Philosoph und Autor sowie ein Oppositioneller und politischer Gefangener in der DDR. Er war 1968 an einer öffentlichkeitswirksamen Protestaktion beteiligt.

## Leben und Wirken
Er wurde als erstes Kind des Ingenieurs und späteren Berufsschullehrers Walther Koch (1907–1973) und dessen Ehefrau Anna Agnes Gertrud Koch, geb. Töpel (1907–1978), geboren. Seine jüngeren Geschwister sind der Physiker Eckhard Walter Koch (* 1940) und die Ärztin Gisela Ilse Bergmann, geb. Koch (* 1942). Die Familie ist in der Herrnhuter Brüdergemeine verwurzelt.
Koch besuchte von 1943 bis 1945 die Grundschule in Bad Schandau, danach bis 1951 die 34. Grundschule in Leipzig und anschließend bis  1955 die Leipziger Leibniz-Oberschule. Dort wurde er u. a. von Martin Kießig unterrichtet. Nach dem Abitur studierte er von 1955 bis 1962 Physik an der Karl-Marx-Universität.
Von 1962 bis 1968 war er als theoretischer Physiker an der Akademie der Wissenschaften der DDR in Leipzig tätig. Seine Dissertation hatte er 1968 bereits weitgehend abgeschlossen, konnte diese jedoch aufgrund seiner Inhaftierung nicht mehr einreichen.
Im Jahr 1972 wurde Koch von der DDR in die Bundesrepublik abgeschoben, wo er an der Universität Essen Philosophie studierte. Ab 1973 bis zum Eintritt in den Ruhestand im Jahr 2002 war er an der philosophischen Fakultät dieser Universität beschäftigt. Er promovierte 1982 bei Klaus Michael Meyer-Abich und Carl Friedrich von Weizsäcker zum Thema Nicht-klassischer Realismus: Die Quantentheorie als allgemeine Theorie objektivierender Erfahrung.

## Widerstandstätigkeit
Koch protestierte im Jahr 1968 vor der Leipziger Paulinerkirche gegen deren Sprengung. Aus diesem Grund wurde er festgenommen und daraufhin von seinem Arbeitgeber, der Akademie der Wissenschaften der DDR, fristlos entlassen.
Kurz darauf konstruierte er gemeinsam mit seinem Bruder, dem Physiker Eckhard Koch, einen zeitgesteuerten Auslösemechanismus, der während der Abschlussveranstaltung des III. Internationalen Johann-Sebastian-Bach-Wettbewerbs in der Leipziger Kongresshalle am 20. Juni 1968 ein ca. 1,5 × 2,5 Meter großes Plakat mit der Forderung nach dem Wiederaufbau der Paulinerkirche entrollte. Dieser Protest löste einen Skandal aus und wurde international beachtet.
Erst knapp drei Jahre später gelang es dem Staatssicherheitsdienst der DDR, die Täter festzustellen, als sie durch Bernard Langfermann (IM „Boris Buch“), Stasi-Mann und Mitglied der Sozialistischen Einheitspartei Westberlins, denunziert worden waren. Dietrich Koch wurde als einziger für diese Tat verurteilt.
Bereits 1969 hatte ihm Carl Friedrich von Weizsäcker Arbeit an seinem Institut und seine Unterstützung für eine legale Ausreise aus der DDR angeboten. Infolge dieses Kontakts wurde Koch zusätzlich wegen staatsfeindlicher Verbindungsaufnahme, staatsfeindlicher Gruppenbildung, staatsfeindlichen Menschenhandels und Vorbereitung des „ungesetzlichen Grenzübertritts“ sowie „staatsfeindlicher Hetze“ angeklagt. Er wurde zu einer zweieinhalbjährigen Haft und einer anschließenden unbegrenzten Einweisung in die Psychiatrie (Psychiatrisches Haftkrankenhaus Waldheim) verurteilt.
Das Urteil und das diesem zugrunde liegende Gutachten wurden nach dem Ende der DDR 1992 aufgehoben und von der sächsischen Untersuchungskommission als politischer Psychiatriemissbrauch klassifiziert und anerkannt.

## Veröffentlichungen
- Nicht-klassischer Realismus: Die Quantentheorie als allgemeine Theorie objektivierender Erfahrung, Philosophische Dissertation, Universität Essen 1982.
- Das Verhör: Zerstörung und Widerstand, Ch. Hille, Dresden 2001, 2 Bände und Dokumentenband, ISBN 3-932858-38-7.
- mit Eckhard Koch: Denkschrift für den Wiederaufbau der Leipziger Universitätskirche St. Pauli, Ch. Hille, Dresden 2001.
- Rede auf dem Leipziger Augustusplatz vom 30. Mai 2002[9]
- Neugestaltung des Grundstücks der Universitätskirche, Offener Brief vom 8. Oktober 2003[10]
- mit Eckhard Koch: Kulturkampf in Leipzig, Forum-Verlag Leipzig 2006, ISBN 3-931801-20-9.
- Nicht geständig: Der Plakatprotest im Stasi-Verhör, Ch. Hille, Dresden 2006, ISBN 978-3-939025-06-1.
- mit Eckhard Koch und Klaus-Jürgen Barth: Nicht geständig – Der Plakatprotest im Stasi-Verhör. Buchlesung und Hörfassung von Dietrich Koch und Eckhard Koch am 30. April 2010 in der Kirche St. Martin, Zwochau. 2 CDs mit Booklet. Pro Universitätskirche Leipzig e. V., Leipzig 2012. ISBN 978-3-00-039107-1.
- Kritik an Stefan Welzk. Leipzig 1968. Aus der Erfahrung eines Stasihäftlings. Autobiografie 1968–1972. Ch. Hille, Dresden 2013, ISBN 978-3-939025-41-2.
- Dietrich Koch: Das Plakat gegen die Sprengung der Universitätskirche Leipzig im Stasi-Verhör. In: Frank Hoffmann, Silke Flegel (Hrsg.): Fluchtpunkt NRW. Zeitzeugenberichte zur DDR-Geschichte (= Deutschland in Europa. Gesellschaft und Kultur), Bd. 3, LIT Verlag, Berlin 2016. ISBN 978-3-643-13382-3.

## Mitgliedschaften (Auswahl)
- Pro Universitätskirche e. V.
- Union der Opferverbände Kommunistischer Gewaltherrschaft (UOKG)
- Walter-von-Baeyer-Gesellschaft für Ethik in der Psychiatrie e. V. (GEP)[11]

## Ehrung
- 2019 – Memory of Nations Award des tschechischen Vereins Post Bellum[12][13]

## Audio- und Video-Dokumentationen
- Ehrung für Dietrich Koch, auf: radio.cz (9:39 Min., in deutscher Sprache)
- 3 Audioclips als Auszug eines Interviews (25:52 Min.) vom 15. Juli 2019, auf: memoryofnations.eu

- Ceny Paměti národa 2019. (Video, 1:30 Stunden) In: ČT2. 17. November 2019 (tschechisch, Ehrung für Dietrich Koch; 43:43 Min. bis 51:50 Min.).